# Tripogandra
Tripogandra é um género botânico pertencente à família Commelinaceae.